# Septilha
Septilha, em uma composição poética, é uma estrofe composta por 7 versos, geralmente utilizando a métrica de redondilha maior. É o segundo tipo de estrofe mais comum em Literatura de cordel.
Variantes de nome
septilha
setilha
septena
sétima

## Rimas
A septilha utiliza dois esquemas rímicos:
- o esquema mais utilizado: xAxABBA[1][4]

Os versos 1 e 3 não contêm rimas;
Os versos 2, 4 e 7 têm a mesma rima;
Os versos 5 e 6 têm a mesma rima.
- O esquema rímico completo, o ideal: ABABCCB[5]

Os versos 1 e 3 rimam entre si;
Os versos 2, 4 e 7 têm a mesma rima;
Os versos 5 e 6 têm a mesma rima.